# Фабіо Ді Мауро
Фабіо Ді Мауро (італ. Fabio Di Mauro; нар. ) — колишній італійський тенісист.
Найвищу одиночну позицію світового рейтингу — 302 місце досяг 31 липня 1989, парну — 498 місце — 15 січня 1990 року.

## Фінали ATP Челленджер

### Парний розряд: 1 (0–1)
| Результат | Дата     | Турнір         | Покриття | Партнер        | Суперники               | Рахунок  |
| --------- | -------- | -------------- | -------- | -------------- | ----------------------- | -------- |
| Поразка   | Лют 1989 | Найробі, Кенія | Ґрунт    | Маріо Вісконті | Нед Касвелл Кріс Гарнер | 3–6, 6–7 |